# Бивио Москардини (Перуђа)
Бивио Москардини је насеље у Италији у округу Перуђа, региону Умбрија.
Према процени из 2011. у насељу је живело 35 становника. Насеље се налази на надморској висини од 343 м.